# Shokusenzai-wakashū
Shokusenzai-wakashū (jap.: 続千載和歌集 auch: 続千載集 Shokusenzaishū, dt. etwa Fortsetzung der Sammlung aus tausend Jahren) ist eine Waka-Anthologie, die vom bereits abgelösten Tennō Go-Uda (1267–1324) in Auftrag gegeben und ca. 1320 fertiggestellt wurde. Der Kompilator der Anthologie war Fujiwara no Tameyo (auch Nijō Tameyo, 1250–1338). Die Anthologie umfasst 20 Rollen mit insgesamt 2.159 Waka.